# Jaroslawka (Kursk)
Jaroslawka (russisch Ярославка) ist ein Dorf (derewnja) in der Oblast Kursk in Russland. Es gehört zum Rajon Chomutowka und zur Landgemeinde (selskoje posselenije) Salnowski selsowjet.

## Geographie
Der Ort liegt gut 121 km Luftlinie nordwestlich des Oblastverwaltungszentrums Kursk im südwestlichen Teil der Mittelrussischen Platte, 9 km nordwestlich des Rajonverwaltungszentrums Chomutowka, 5 km vom Sitz des Dorfsowjet – Salnoje, 17 km von der Grenze zwischen Russland und der Ukraine, am Fluss Gorkaja Jablonja (Nebenfluss des Sew).

### Klima
Das Klima im Ort ist wie im Rest des Rajons kalt und gemäßigt. Es gibt während des Jahres eine erhebliche Niederschlagsmenge. Dfb lautet die Klassifikation des Klimas nach Köppen und Geiger.

## Bevölkerungsentwicklung
| Jahr | Einwohner |
| ---- | --------- |
| 2002 | 207       |
| 2010 | 133       |

Anmerkung: Volkszählungsdaten

## Verkehr
Jaroslawka liegt an der Fernstraße föderaler Bedeutung M3 Ukraina (Moskau – Kaluga – Brjansk – Grenze zur Ukraine), 6 km von der Fernstraße A 142 (Trosna – M3 Ukraina), 6 km von der Straße regionaler Bedeutung 38K-034 (А142 – Kalinowka – M3 Ukraina), 4 km von der Straße interkommunaler Bedeutung 38N-668 (M3 Ukraina – Prilepy – Obschi), 3,5 km von der Straße 38N-669 (M3 Ukraina – Salnoje) und 42 km vom nächsten Bahnhof Dmitrijew-Lgowskij (Eisenbahnstrecke Nawlja – Lgow-Kijewskij) entfernt.
Der Ort liegt 210 km vom internationalen Flughafen von Belgorod entfernt.